# Scelolyperus phenacus
Scelolyperus phenacus är en skalbaggsart som beskrevs av Wilcox 1965. Scelolyperus phenacus ingår i släktet Scelolyperus och familjen bladbaggar. Inga underarter finns listade i Catalogue of Life.